# Martin Rubin
Martin Rubin (* 4. August 1964) ist ein ehemaliger Schweizer Handballspieler. Als Linkshänder spielte der 1,98 m lange Rubin im rechten Rückraum. Er ist der Vater von Lenny Rubin.

## Spieler
In der obersten Schweizer Liga, der Nationalliga A, hielt Rubin lange den Rekord der meisten Spiele, bis er von Urs Schärer abgelöst wurde. In der ewigen Torschützenliste belegt er mit 2172 Treffern in 446 Spielen den dritten Rang.
Rubin spielte auch für den TSV Bayer Dormagen und war langjähriger Nationalspieler der Schweiz. Mit 239 Spielen und 878 Toren hat er die drittmeisten Länderspiele und viertmeisten Länderspieltore für die Schweiz erzielt.

## Trainer
Nachdem Rubin auf die Saison 2000/01 seinen Rücktritt bekannt gab, war er Assistenztrainer bei Wacker Thun. Er spielte mindestens noch ein Spiel im Cup 2001/02.
Auf die Saison 2003/04 bekam er den Chefposten beim BSV Bern Muri.
Am 9. Februar 2007 wurde bekannt gegeben, dass er zu Wacker Thun wechselt.
Auf die Handball League 2021/22 wechselt Rubin zurück zum BSV Bern. Das Traineramt beim BSV Bern legte er nach der Saison 2023/24 nieder.
Daneben arbeitet er als Sportlehrer an der BWD Bern.

## Erfolge

### Als Spieler
- 4. Platz bei der Handball-Weltmeisterschaft 1993
- 7. Platz bei der Handball-Weltmeisterschaft 1995
- 7. Platz bei den Olympischen Spielen 1984 in Los Angeles[10]

### Als Trainer
- 2012 – Finalist EHF Challenge Cup
- 2012 – Bester Trainer Swiss Handball Awards
- 2012 – Schweizer Cupsieger
- 2013 – Schweizermeister
- 2013 – Bester Trainer Swiss Handball Awards
- 2013 – SHV – Cupsieger
- 2016 – Bester Trainer Swiss Handball Awards
- 2017 – SHV – Cupsieger
- 2018 – Schweizermeister
- 2019 – SHV – Cupsieger